# Giacomo Morandi
Giacomo Morandi (Modena, 24 agosto 1965) è un arcivescovo cattolico italiano, dal 10 gennaio 2022 vescovo di Reggio Emilia-Guastalla.

## Biografia
È nato a Modena, città capoluogo di provincia e sede arcivescovile, il 24 agosto 1965. È fratello del filosofo Emmanuele Morandi, deceduto nel 2015.

### Formazione e ministero sacerdotale
Nel 1979, all'età di 14 anni, è entrato nel seminario diocesano di Modena.
L'11 aprile 1990 è stato ordinato presbitero per l'arcidiocesi di Modena-Nonantola.
Dopo aver conseguito il baccalaureato in teologia presso lo Studio Teologico Interdiocesano di Reggio-Modena-Parma-Carpi e, nel 1992, la licenza in scienze bibliche presso il Pontificio Istituto Biblico di Roma, nel 2008 ha conseguito la licenza e il dottorato in teologia dell'evangelizzazione presso la Pontificia Università Gregoriana.
Ha ricoperto vari incarichi pastorali nell'arcidiocesi di appartenenza dedicandosi soprattutto all'insegnamento della Sacra Scrittura in diversi istituti teologi, in particolare presso lo Studio Teologico Interdiocesano sopra citato e l'Istituto Superiore di Scienze Religiose di Modena. È stato anche docente di Esegesi Patristica presso l’ “Atelier di Teologia Card. T. Spidlìk” di Roma presso il Centro Aletti, collegato con il Pontificio Istituto Orientale. Dal 2005 al 2010 è stato vicario episcopale per la catechesi, l'evangelizzazione e la cultura della sua Diocesi, e vicario generale dal novembre 2010; cessa da questo incarico il 17 febbraio 2015 alla morte dell'arcivescovo Antonio Lanfranchi. Dal 20 febbraio al 12 settembre è stato amministratore diocesano e poi il 14 settembre è stato riconfermato nell'incarico di vicario generale dal nuovo arcivescovo Erio Castellucci.
Il 27 ottobre 2015 papa Francesco lo ha nominato sottosegretario della Congregazione per la dottrina della fede.

### Ministero episcopale
Il 18 luglio 2017 papa Francesco lo ha promosso segretario della Congregazione per la dottrina della fede e lo ha nominato arcivescovo titolare di Cerveteri; è succeduto a Luis Francisco Ladaria Ferrer, precedentemente nominato prefetto del medesimo dicastero. Il 30 settembre successivo ha ricevuto l'ordinazione episcopale, nella cattedrale di Modena, dall'arcivescovo Angelo De Donatis (poi cardinale), vicario generale di Sua Santità per la diocesi di Roma, co-consacranti Erio Castellucci, arcivescovo di Modena-Nonantola, e Luciano Monari, vescovo emerito di Brescia.
Il 10 gennaio 2022 lo stesso papa lo ha nominato vescovo, con il titolo personale di arcivescovo, di Reggio Emilia-Guastalla; è succeduto a Massimo Camisasca, dimessosi per raggiunti limiti di età. Il 13 marzo successivo ha preso possesso canonico della diocesi nella cattedrale di Reggio Emilia, mentre il 20 marzo ha fatto il suo ingresso nella concattedrale di Guastalla.
Il 15 gennaio 2024 è stato eletto presidente della Conferenza episcopale dell'Emilia-Romagna.

## Genealogia episcopale
La genealogia episcopale è:
- Cardinale Scipione Rebiba
- Cardinale Giulio Antonio Santori
- Cardinale Girolamo Bernerio, O.P.
- Arcivescovo Galeazzo Sanvitale
- Cardinale Ludovico Ludovisi
- Cardinale Luigi Caetani
- Cardinale Ulderico Carpegna
- Cardinale Paluzzo Paluzzi Altieri degli Albertoni
- Papa Benedetto XIII
- Papa Benedetto XIV
- Papa Clemente XIII
- Cardinale Bernardino Giraud
- Cardinale Alessandro Mattei
- Cardinale Pietro Francesco Galleffi
- Cardinale Giacomo Filippo Fransoni
- Cardinale Carlo Sacconi
- Cardinale Edward Henry Howard
- Cardinale Mariano Rampolla del Tindaro
- Cardinale Antonio Vico
- Arcivescovo Filippo Cortesi
- Arcivescovo Zenobio Lorenzo Guilland
- Vescovo Anunciado Serafini
- Cardinale Antonio Quarracino
- Papa Francesco
- Cardinale Angelo De Donatis
- Arcivescovo Giacomo Morandi

## Opere
- La sofferenza nella Sacra Scrittura. Dio fa scendere agli inferi e risalire, Reggio Emilia, San Lorenzo Editore, 2003, ISBN 9788880711438.
- Bellezza. Luogo teologico di evangelizzazione, Milano, Edizioni Paoline, 2009, ISBN 978-88-315-3582-3.
- Genesi, I, I-12, 4. Sussidio biblico-pastorale, Terlizzi, Ed Insieme, 2011, ISBN 9788876021312